# Carter Verhaeghe
Carter Verhaeghe, född 14 augusti 1995, är en kanadensisk professionell ishockeyforward som spelar för Florida Panthers i NHL.
Han har tidigare spelat för Tampa Bay Lightning i NHL; Bridgeport Sound Tigers och Syracuse Crunch i AHL; Missouri Mavericks i ECHL samt Niagara Icedogs i OHL.
Verhaeghe vann Stanley Cup för säsongerna 2019–2020, 2023–2024 och 2024–2025.
Han draftades av Toronto Maple Leafs i tredje rundan i 2013 års draft som 82:a spelare totalt.

## Statistik
| 2010–2011   | Hamilton Jr. Bulldogs   | SCTA        | 45  | 34  | 30  | 64  | —   | —  | —  | —  | —  | —  |
| 2011–2012   | Niagara Icedogs         | OHL         | 62  | 4   | 12  | 46  | 10  | 19 | 1  | 2  | 3  | 2  |
| 2012–2013   | Niagara Icedogs         | OHL         | 67  | 18  | 26  | 44  | 22  | 5  | 2  | 2  | 4  | 6  |
| 2013–2014   | Niagara Icedogs         | OHL         | 65  | 28  | 54  | 82  | 60  | 6  | 2  | 2  | 4  | 6  |
|             | Toronto Marlies         | AHL         | 2   | 0   | 1   | 1   | 0   | —  | —  | —  | —  | —  |
| 2014–2015   | Niagara Icedogs         | OHL         | 68  | 33  | 49  | 82  | 38  | 11 | 6  | 8  | 14 | 4  |
| 2015–2016   | Bridgeport Sound Tigers | AHL         | 30  | 6   | 9   | 15  | 6   | —  | —  | —  | —  | —  |
|             | Missouri Mavericks      | ECHL        | 20  | 8   | 17  | 25  | 2   | 10 | 2  | 9  | 11 | 2  |
| 2016–2017   | Bridgeport Sound Tigers | AHL         | 45  | 16  | 13  | 29  | 20  | —  | —  | —  | —  | —  |
|             | Missouri Mavericks      | ECHL        | 16  | 12  | 20  | 32  | 4   | —  | —  | —  | —  | —  |
| 2017–2018   | Syracuse Crunch         | AHL         | 58  | 17  | 31  | 48  | 30  | 7  | 1  | 7  | 8  | 0  |
| 2018–2019   | Syracuse Crunch         | AHL         | 76  | 34  | 48  | 82  | 34  | 4  | 1  | 5  | 6  | 2  |
| 2019–2020   | Tampa Bay Lightning     | NHL         | 52  | 9   | 4   | 13  | 8   | 8  | 0  | 2  | 2  | 2  |
| 2020–2021   | Florida Panthers        | NHL         | 43  | 18  | 18  | 36  | 31  | 6  | 2  | 1  | 3  | 2  |
| 2021–2022   | Florida Panthers        | NHL         | 78  | 24  | 31  | 55  | 48  | 10 | 6  | 6  | 12 | 4  |
| 2022–2023   | Florida Panthers        | NHL         | 56  | 29  | 20  | 49  | 34  | —  | —  | —  | —  | —  |
| 2023–2024   | Florida Panthers        | NHL         | 76  | 34  | 38  | 72  | 36  | 24 | 11 | 10 | 21 | 20 |
| 2024–2025   | Florida Panthers        | NHL         | 81  | 20  | 33  | 53  | 46  | 23 | 7  | 16 | 23 | 6  |
| NHL totalt  | NHL totalt              | NHL totalt  | 411 | 147 | 155 | 302 | 215 | 92 | 33 | 45 | 78 | 42 |
| AHL totalt  | AHL totalt              | AHL totalt  | 211 | 73  | 102 | 175 | 90  | 11 | 2  | 12 | 14 | 2  |
| ECHL totalt | ECHL totalt             | ECHL totalt | 36  | 20  | 37  | 57  | 6   | 10 | 2  | 9  | 11 | 2  |
| OHL totalt  | OHL totalt              | OHL totalt  | 262 | 83  | 141 | 224 | 130 | 41 | 11 | 14 | 25 | 18 |

### Internationellt
| Källa: Uppdaterad: 2019-10-04 | Källa: Uppdaterad: 2019-10-04 | Källa: Uppdaterad: 2019-10-04 |         | Utv = Utvisningsminuter | Utv = Utvisningsminuter | Utv = Utvisningsminuter | Utv = Utvisningsminuter | Utv = Utvisningsminuter |
| År                            | Lag                           | Mästerskap                    | Matcher | Mål                     | Assists                 | Poäng                   | Utv                     |                         |
| ----------------------------- | ----------------------------- | ----------------------------- | ------- | ----------------------- | ----------------------- | ----------------------- | ----------------------- | ----------------------- |
| 2013                          | Kanada                        | U18                           | 7       | 0                       | 4                       | 4                       | 4                       |                         |
| Junior totalt                 | Junior totalt                 | Junior totalt                 | 7       | 0                       | 4                       | 4                       | 4                       |                         |